# Philodendron clewellii
Philodendron clewellii är en kallaväxtart som beskrevs av Thomas Bernard Croat. Philodendron clewellii ingår i släktet Philodendron och familjen kallaväxter. Inga underarter finns listade.